# Hydronebrius
Hydronebrius es un género de coleópteros adéfagos de la familia Dytiscidae.

## Especies
- Hydronebrius amplicollis	Toledo 1994
- Hydronebrius guignoti	Veckert 1970
- Hydronebrius mattheyi	Brancucci 1980
- Hydronebrius striatus	Zeng & Pu 1992